# 킹스턴 서비턴 (영국 의회 선거구)
킹스턴 서비턴 (Kingston and Surbiton)은 그레이터런던에 위치한 영국 의회의 선거구로, 1997년 총선부터 신설되었다.
전국정당 가운데서는 원내 제3당에 해당되는 자유민주당의 당대표 에드 데이비가 2017년부터 지역구 의원으로 재임중에 있다. 에드 데이비 의원은 1997년부터 18년간 지역구 의원을 역임하였으나 2015년 보수당의 제임스 베리 후보에 낙선한 바 있다.
킹스턴 서비턴은 2010년 총선부터 접전 지역구인 동시에 스윙보터로 꼽혔다. 그 이유는 2010년 이후 이 지역구를 차지하는 정당이 두 차례 바뀌었고, 당선자와 2위 후보간의 득표율 격차가 6.6% 미만을 유지하고 있기 때문이다. 다만 2019년 총선에서 에드 데이비 의원의 득표율 우위격차가 17.2%로 증가하여 자유민주당에 우세한 지역구로 분류되고 있다.

## 지역 정보
그레이터런던 남서부 킹스턴어폰템스 왕립구의 대다수 지역을 포괄하는 지역구로, 서비턴, 체싱턴, 뉴몰든, 톨워스, 기타 킹스턴구 남부 일대를 관할지역으로 두고 있다. 킹스턴어폰템스 왕립구 북부 지역은 1997년 지역구 신설 당시 리치먼드파크 지역구에 속하게 되었으며 올드몰든 일대는 2024년 신설된 윔블던에 속하게 되었다.
윔블던, 리치먼드파크, 트위크넘 등 이웃한 지역구와 마찬가지로 중산층 인구가 다수를 차지하는 런던 교외지역에 해당된다. 템스강과 면해 있어 중세부터 시장이 열렸던 곳으로 고도의 상업시설이 발달한 지역으로서 경제적 다양성과 번영을 누리고 있다. 2007년 소비력 규모가 237억 1천만 파운드로 집계되어 전국의 도시 가운데 12위를 차지하기도 했다.
뉴몰든은 유럽 최대의 재외한인 타운이며 에드 데이비 의원은 영국 의회 내 초당파 의원단체인 'APPG 한국'의 회장직을 맡고 있는 친한파 의원으로 꼽힌다. 구의회 의원 가운데 한국인 출신은 현재 2명에 달한다.

## 경계
1997년 영국 총선 이래 두 차례의 선거구 개편을 거쳤다. 다음은 1997년 당시 관할구역의 목록이다.
- 1997년~2010년 : 킹스턴어폰템스 왕립구 베리랜즈, 벌링턴, 체싱턴노스, 그로브, 후크, 몰든메이너, 노비턴파크, 노비턴, 세인트제임스, 세인트마크스, 서비턴힐, 톨워스이스트, 톨워스사우스, 톨워스웨스트

제5차 웨스트민스터 선거구 정기심의가 이뤄질 당시 잉글랜드 구획위원회는 킹스턴 서비턴 선거구 경계에 대해 구의회가 설정하는 워드와의 경계에 맞추기 위해 소소한 경계조정에 나섰다. 이 과정에서 리치먼드파크 지역구에 속해 있던 베버리 (Beverley)가 킹스턴 서비턴 지역구로 넘어왔다.
- 2010~2024년 : 킹스턴어폰템스 왕립구 알렉산드라, 베리랜즈, 베버리, 체싱턴노스 후크, 체싱턴사우스, 그로브, 노비턴, 올드몰든, 세인트제임스, 세인트마크스, 서비턴힐, 톨워스 후크라이즈

### 현행

2024년 총선부터 적용된 경계

2020년 12월 1일 설정된 와드 경계를 기반으로 2023년 웨스트민스터 선거구 정기심의가 진행되었다. 이 심의결과에 따른 선거구 개편안은 2024년 영국 총선부터 적용되었다.
킹스턴 서비턴의 경우 올드몰든(Old Malden)과 세인트제임스(St James)를 윔블던 선거구로 넘기고, 리치먼드파크 선거구에서 쿰베일 (Coombe Vale)를 넘겨받는 식으로 조정되었다.
2022년 5월 킹스턴어폰템스구의 행정구역 경계 개편안을 기준으로 킹스턴 서비턴의 관할구역은 다음과 같이 정해졌다.
- 킹스턴어폰템스 왕립구 알렉산드라, 베리랜즈, 체싱턴사우스 몰든러세트, 쿰베일, 그린레인 세인트제임스, 후크 체싱턴노스, 킹조지스 선레이, 킹스턴타운, 뉴몰든빌리지, 노비턴, 세인트마크스 시싱웰스, 서비턴힐, 톨워스, 올드몰든 일부 구역[9]

## 선거 이력
1997년 킹스턴어폰템스 왕립구와 리치먼드어폰템스구의 의석수를 기존 4석에서 3석으로 감소하면서 신설되었다. 이전의 서비턴 지역구에 킹스턴 지역구 남부 일대를 병합하는 식으로 신설되었다.
당시 보수당의 노먼 라몬트 전 재무장관이 1972년 재보궐선거부터 1997년 총선까지 킹스턴 지역구 의원으로 재임중이었으나, 보수당은 신설 지역구에 라몬트 의원을 공천하지 않고 서비턴 지역구 의원인 리처드 트레이시를 공천하였다. 라몬트 의원은 노스요크셔주의 해로게이트 네어스버러에 출마했으나 낙선하였다. 정작 킹스턴 서비턴 지역구에 출마했던 트레이시 후보 역시 자유민주당 후보 에드 데이비에게 56표차로 패배하였다.
1997년부터 2015년까지 지역구 의원으로 남아 있던 에드 데이비는 2015년 총선에서 전국적으로 자유민주당의 지지세가 하락한 데 따른 여파로 보수당 후보인 제임스 베리에 밀려 낙선하고 말았다. 그러나 이 선거의 결과는 보수당이 승리한 지역구 331곳 가운데 2위 후보와의 득표율 격차가 가장 낮은 지역구 26위를 기록하였다. 그 다음 총선인 2017년 총선에서 자유민주당의 지지율 회복과 함께 에드 데이비 후보의 지역구 탈환이 성사되었으며 당시 자유민주당의 지지율 증가폭은 전국에서 8번째로 큰 것으로 집계됐다.
2011년 즉석결선투표제 도입에 관한 국민투표에서 킹스턴어폰템스 왕립구 유권자 60.5%는 반대표를 행사하였다. 그러나 2016년 브렉시트 국민투표에서는 유럽연합 잔류표가 61.6%로 집계되었다.

## 국회의원
| 선거   | 국회의원    | 정당 | 정당       |
| ------ | ----------- | ---- | ---------- |
| 1997년 | 에드 데이비 |      | 자유민주당 |
| 2015년 | 제임스 베리 |      | 보수당     |
| 2017년 | 에드 데이비 |      | 자유민주당 |

## 선거 결과

### 2020년대
|  | 51.1% |

|  | 17.0% |

|  | 13.0% |

|  | 9.4% |

|  | 5.9% |

|  | 2.3% |

|  | 0.8% |

|  | 0.5% |

### 2010년대

역대 선거 결과 그래프

|  | 51.1% |

|  | 33.9% |

|  | 10.7% |

|  | 1.7% |

|  | 1.3% |

|  | 0.8% |

|  | 0.3% |

|  | 0.2% |

|  | 44.7% |

|  | 38.1% |

|  | 14.8% |

|  | 1.1% |

|  | 0.9% |

|  | 0.3% |

|  | 0.2% |

|  | 39.2% |

|  | 34.5% |

|  | 14.5% |

|  | 7.3% |

|  | 3.9% |

|  | 0.3% |

|  | 0.3% |

|  | 49.8% |

|  | 36.5% |

|  | 9.3% |

|  | 2.5% |

|  | 1.0% |

|  | 0.4% |

|  | 0.4% |

### 2000년대
|  | 51.0% |

|  | 33.0% |

|  | 13.2% |

|  | 1.3% |

|  | 0.7% |

|  | 0.4% |

|  | 0.3% |

|  | 60.2% |

|  | 28.2% |

|  | 8.8% |

|  | 1.2% |

|  | 0.9% |

|  | 0.6% |

|  | 0.1% |

### 1990년대
|  | 36.7% |

|  | 36.6% |

|  | 23.0% |

|  | 2.6% |

|  | 0.8% |

|  | 0.2% |

|  | 0.2% |

## 같이 보기
- 런던의 영국 의회 선거구 목록